# Grandfathered
Grandfathered ist eine US-amerikanische Comedy-Fernsehserie, die am 29. September 2015 ihre Premiere beim Sender Fox feierte. Sie besteht aus einer Staffel und 22 Episoden. In den Hauptrollen sind u. a. John Stamos, Paget Brewster und Josh Peck zu sehen. In der Schweiz wurde die Serie zwischen dem 21. September und dem 21. Oktober 2016 bei SRF zwei ausgestrahlt, während in Deutschland die Serie ab dem 22. Oktober 2016 bei ProSieben ausgestrahlt wurde.

## Handlung
Jimmy Martino ist ein 50-jähriger Junggeselle, Schwerenöter und Restaurant-Besitzer. Eines Tages muss er feststellen, dass ihm seine Ex-Freundin Sara Kingsley vor 25 Jahren bei der Trennung ihre Schwangerschaft verschwieg und er heute nicht nur Vater von Gerald ist, sondern inzwischen sogar Großvater der kleinen Edie.

## Besetzung und Synchronisation
| Rolle              | Schauspieler            | Dt. Synchronsprecher    |
| Hauptrollen        | Hauptrollen             | Hauptrollen             |
| ------------------ | ----------------------- | ----------------------- |
| Jimmy Martino      | John Stamos             | Peter Flechtner         |
| Sara Kingsley      | Paget Brewster          | Ulrike Stürzbecher      |
| Gerald E. Kingsley | Josh Peck               | Manuel Straube          |
| Vanessa            | Christina Milian        | Jacqueline Belle        |
| Ravi Gupta         | Ravi Patel              | Marius Clarén           |
| Annelise Wilkinson | Kelly Jenrette          | Vera Teltz              |
| Nebenrollen        |                         |                         |
| Edie               | Layla & Emelia Golfieri | Cloé Albertine Heinrich |
| Cindy              | Abby Walker             | Josefin Hagen           |
| CJ                 | Brandon J. Sornberger   | Oliver Bender           |
| Victor             | A.J. Rivera             | Alexej Ashkenazy        |
| Bruce              | Andrew Daly             | Fritz Rott              |
| Catherine Sanders  | Regina Hall             | Bianca Krahl            |
| Craig              | Michael Trucco          | Jaron Löwenberg         |

## Episodenliste
| Nr. | Deutscher Titel      | Originaltitel             | Erstausstrahlung USA | Deutschsprachige Erstausstrahlung (CH) | Regie             | Drehbuch                                               |
| --- | -------------------- | ------------------------- | -------------------- | -------------------------------------- | ----------------- | ------------------------------------------------------ |
| 1   | Plötzlich Großvater  | Pilot                     | 29. Sep. 2015        | 21. Sep. 2016                          | Chris Koch        | Daniel Chun                                            |
| 2   | Familienausflug      | Dad Face                  | 6. Okt. 2015         | 22. Sep. 2016                          | Chris Koch        | Daniel Chun                                            |
| 3   | Männerabend          | Guys’ Night               | 13. Okt. 2015        | 23. Sep. 2016                          | Chris Koch        | Isaac Aptaker & Elizabeth Berger                       |
| 4   | Kackspecht           | Deadbeat                  | 20. Okt. 2015        | 26. Sep. 2016                          | Christine Gernon  | Jeremy Bronson                                         |
| 5   | Kindergartenstress   | Edie’s Two Dads           | 3. Nov. 2015         | 27. Sep. 2016                          | Rebecca Asher     | Dave Jeser & Matt Silverstein                          |
| 6   | Freundschaftsdienste | My Amal                   | 10. Nov. 2015        | 28. Sep. 2016                          | Chris Koch        | Laura Krafft                                           |
| 7   | Soul Girl            | Sexy Guardian Angel       | 17. Nov. 2015        | 29. Sep. 2016                          | Chris Koch        | Greg Lisbe & Jared Miller                              |
| 8   | Weltraum-Super-Dad   | Gerald’s Two Dads         | 24. Nov. 2015        | 30. Sep. 2016                          | Claire Scanlon    | Sam Laybourne                                          |
| 9   | Küchenclown          | Jimmy & Son               | 1. Dez. 2015         | 3. Okt. 2016                           | Trent O’Donnell   | Laura Chinn                                            |
| 10  | Muttermal-Malheur    | Perfect Physical Specimen | 5. Jan. 2016         | 5. Okt. 2016                           | Tristram Shapeero | Isaac Aptaker & Elizabeth Berger                       |
| 11  | Sat Pack             | The Sat Pack              | 12. Jan. 2016        | 4. Okt. 2016                           | Alex Reid         | Dan Klein                                              |
| 12  | Baby-Model           | Baby Model                | 19. Jan. 2016        | 7. Okt. 2016                           | Alex Reid         | Isaac Aptaker & Elizabeth Berger Idee: Jhoni Marchinko |
| 13  | Guacamole-80er-Party | Tableside Guacamole       | 26. Jan. 2016        | 6. Okt. 2016                           | Jim Hensz         | Greg Lisbe & Jared Miller                              |
| 14  | Spar-Spa             | Budget Spa                | 2. Feb. 2016         | 10. Okt. 2016                          | Chris Koch        | Laura Chinn                                            |
| 15  | Detektivarbeit       | The Biter                 | 9. Feb. 2016         | 11. Okt. 2016                          | Stuart McDonald   | Sam Laybourne                                          |
| 16  | Geiler Gandhi        | Gerald Fierce             | 16. Feb. 2016        | 13. Okt. 2016                          | Chris Koch        | Dan Klein                                              |
| 17  | Toilettenmonster     | The Boyfriend Experience  | 23. Feb. 2016        | 14. Okt. 2016                          | Rebecca Asher     | Greg Lisbe & Jared Miller                              |
| 18  | Chefsache            | Catherine Sanders         | 1. März 2016         | 17. Okt. 2016                          | John Fortenberry  | Jeremy Hall                                            |
| 19  | Schlüsselübergabe    | Some Guy I’m Seeing       | 8. März 2016         | 18. Okt. 2016                          | Michael McDonald  | Jeremy Bronson & Laura Krafft                          |
| 20  | (Un)happy Birthday   | Jimmy’s 50th, Again       | 26. Apr. 2016        | 19. Okt. 2016                          | Ken Whittingham   | Isaac Aptaker & Elizabeth Berger Idee: Dan Fogelman    |
| 21  | Jimmyismen           | The Memorial              | 3. Mai 2016          | 20. Okt. 2016                          | Rebecca Asher     | Dan Fogelman Idee: Isaac Aptaker & Elizabeth Berger    |
| 22  | Nochmal von vorn     | The Cure                  | 10. Mai 2016         | 21. Okt. 2016                          | Chris Koch        | Jeremy Bronson & Danny Chun                            |